# بيتر تشادويك
بيتر تشادويك (8 نوفمبر 1934 - ) (بالإنجليزية: Peter Chadwick)‏ هو لاعب كريكت بريطاني.